# 长兴城墙

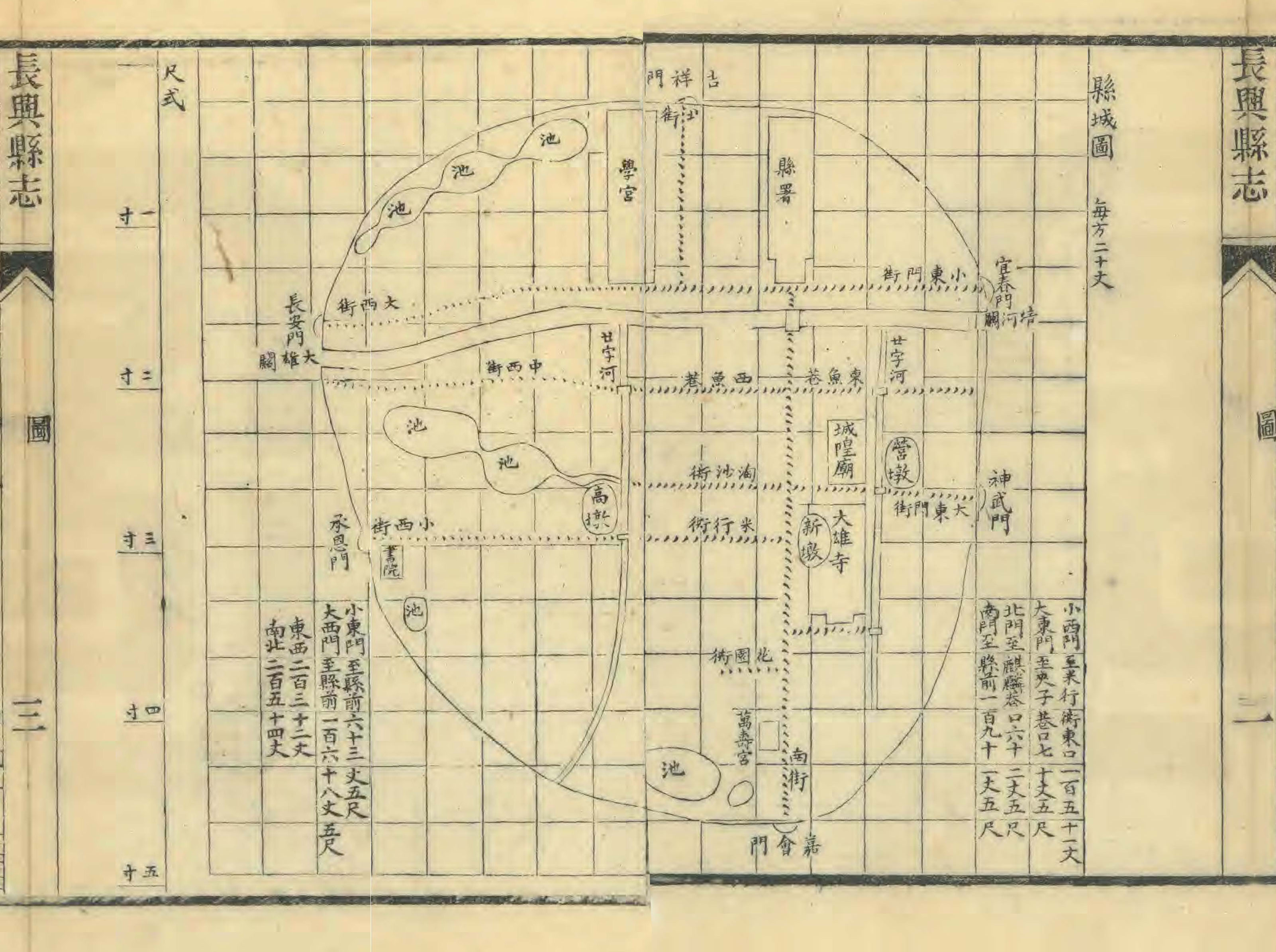
清光绪元年（1875）《长兴县志》县城图。

长兴城墙又名雉城（以城近雉山而得名），为旧长兴县城城墙，位于今中华人民共和国浙江省湖州市长兴县雉城街道，今已拆除，尚存护城河。
长兴为西晋太康三年（282）析乌程县置，初名长城县，属吴兴郡，五代梁开平四年（910）避梁烈祖朱诚讳改为今名，属湖州。传长兴城墙最初为春秋时吴王阖闾之弟夫概所筑（今址东南二里），晋代置县后县治最初位于富陂乡（今址东南二十里），咸康年间迁至箬溪北岸（今址东二里），至唐代武德二年（619）又迁至今址，宋代天圣年间重修城池，设有七门。元末至正十七年（1357，丁酉年）元帅耿炳文兵克长兴后始筑今城，城址较宋城规模有所缩小，并改七门为六门。今城墙南临箬溪，略呈椭圆形，城周九百二十九丈（约2972.8米），高三丈（约9.6米），厚二丈八尺五寸（约9.12米），设陆门六座、水门两座，六座陆门分别为东门神武门、南门嘉会门、西南门承恩门、西门长安门、北门吉祥门和东北门宜春门，其上均有城楼，外有瓮城，水门分别为东水门清河关（水路通往湖州及太湖）和西水门大雄关（水路通往合溪），护城河宽七丈（约22.4米），深一丈五尺（约4.8米）。
原城内主要建筑有县署（已不存，其址今为人民路北端的长兴县民政局）、学宫（长兴县学文庙，今尚存大成殿、明伦堂，为浙江省文物保护单位）、城隍庙（已不存）和大雄寺（今尚存钟楼，为浙江省文物保护单位）等。